# Ivo Schwander
Ivo Schwander (* 23. Oktober 1946; † 12. Juli 2024) war ein Schweizer Rechtswissenschaftler.

## Leben
Sein Jurastudium absolvierte Schwander an der Universität Freiburg im Üechtland (Lizentiat und Doktorat). Nach der Habilitation 1985 an der gleichen Universität bei Alfred E. von Overbeck war er von 1986 bis 2012 Ordinarius für Internationales Privatrecht, Rechtsvergleichung und schweizerisches Privatrecht an der Universität St. Gallen.

## Schriften (Auswahl)
- Lois d’application immédiate, Sonderanknüpfung, IPR-Sachnormen und andere Ausnahmen von der gewöhnlichen Anknüpfung im internationalen Privatrecht. Zürich 1975, ISBN 3-7255-1687-1.
- (Hrsg.): Das Lugano-Übereinkommen. Europäisches Übereinkommen über die gerichtliche Zuständigkeit und die Vollstreckung gerichtlicher Entscheidungen in Zivil- und Handelssachen, geschlossen in Lugano am 16. September 1988. St. Gallen 1990, ISBN 3-905455-07-2.
- mit Jolanta Kren Kostkiewicz, Peter Nobel und Stephan Wolf (Hrsg.): ZGB. Schweizerisches Zivilgesetzbuch. Kommentar. Zürich 2011, ISBN 978-3-280-07258-5.
- mit Alexander Brunner und Dominik Gasser: Schweizerische Zivilprozessordnung (ZPO). Kommentar. Zürich 2016, ISBN 978-3-03751-713-0.